# Aeropuerto Internacional de Palm Beach
El Aeropuerto Internacional de Palm Beach (del inglés: Palm Beach International Airport) (IATA: PBI, OACI: KPBI, FAA LID: PBI) es un aeropuerto público en el condado de Palm Beach, Florida, al oeste de la ciudad de West Palm Beach, Florida, Estados Unidos. Es el aeropuerto principal de las áreas de Palm Beach, Delray Beach, Wellington y PBG/Júpiter. También es uno de los tres aeropuertos principales que sirven al Área metropolitana del Sur de la Florida. El aeropuerto es operado por el Departamento de Aeropuertos del condado de Palm Beach. El acceso por carretera al aeropuerto es directo desde la I-95, Southern Boulevard y Congress Avenue. El aeropuerto limita al oeste con Military Trail.

## Historia
El aeropuerto internacional de Palm Beach (PBIA) comenzó sus operaciones como aeródromo Morrison en 1936. El aeródromo recibió su nombre en honor de Doña Grace K. Morrison quien fue una participante fundamental en la planificación y organización del campo de vuelos. El primer despegue se efectuó a Nueva York mediante un DC-2 de Eastern Airlines en 1936.  El aeropuerto fue oficialmente bautizado el 19 de diciembre de 1936.
En 1937 el aeropuerto fue ampliado más allá de una pista y un edificio administrativo cuando Palm Beach Aero Corporation obtuvo el préstamo de este, se construyeron hangares y la primera terminal en el lado sur del aeropuerto. La nueva terminal pronto empezó a ser conocida como la Terminal Eastern Airlines. El aeródromo fue utilizado por la Fuerza Aérea de Estados Unidos durante la Segunda Guerra Mundial, tras su entrada en 1941. Tras el ataque de Pearl Harbor, el aeródromo Morrison fue utilizado como base para la invasión aliada de Francia, muchos aviones despegaron de Morrison, en ruta al Reino Unido, para formar parte del Día D de la invasión de Normandía.
En 1947 los efectivos militares fueron desplazados a Mobile, Alabama y los servicios comerciales de Eastern y National Airlines fueron restaurados en el aeródromo Morrison. El 11 de agosto de 1948, el nombre del aeropuerto fue cambiado por el de aeropuerto internacional de Palm Beach. El aeropuerto fue utilizado una vez más por los militares en 1951. Renombrado como Base Aérea Morrison, la instalación permitió entrenar a unos 23,000 pilotos durante la guerra de Corea. En marzo de 1953 el condado abrió la segunda terminal de pasajeros en el lado sur del aeropuerto.  Después de la guerra de Corea, el gobierno federal intentó convertir la base aérea de Morrison en una instalación militar permanente, sin embargo Palm Beach se negó a ello, y tomó posesión de las operaciones del aeropuerto en 1959.  Delta Airlines comenzó a volar de manera regular en 1959 y le siguió Capital Airlines en 1960. Los vuelos a reacción los introdujo Eastern Airlines en 1959 con el Lockheed L-188 Electra turbopropulsado.
En octubre de 1966 se abrió la terminal principal de ocho puertas para la era de los reactores en el cuadrante noreste del aeropuerto. En 1974, Delta Air Lines movió las operaciones a su propia terminal que aportaban al aeropuerto los primeros puestos fijos. La FAA construyó una nueva torre de control aéreo en el margen sur, durante este periodo.
El 23 de octubre de 1988, La terminal David McCampbell  de 25 puertas, nombrada así por el as de la aviación de la Segunda Guerra Mundial, merecedor de una Medalla de Honor y residente de Palm Beach County; el capitán retirado David McCampbell. La terminal, que cuenta con 550,000 pies cuadrados (51,000 m²) fue diseñada pensando en su ampliación, que podría dólar su tamaño cuando fuese preciso.
En 2003 esta terminal fue votada como la mejor de la nación por los lectores de la revista Conde Nast Traveler. En el mismo año, un nuevo ajardinado y se construyó un intercambiador en la I-95 para reducir el tráfico de Southern Boulevard (US 98) ampliandoló hasta Turnage Boulevard (la carretera que discurre por el perímetro del complejo). 
La agresiva competencia en el mercado aeroportuario en el sur terminó desde la rápida ampliación del aeropuerto internacional de Fort Lauderdale/Hollywood que comenzó a liderar de manera imprevisible el crecimiento de pasajeros en el aeropuerto durante la década de los 90. La recesión de 2001 y los ataques terroristas del 11 de septiembre impidieron que el crecimiento continuase en 2001 y 2002. Sin embargo, el rápido desarrollo en South Florida desde 2002 finalmente lideró el resurgir del tráfico de pasajeros del aeropuerto. Además, las compañías de bajo coste como JetBlue decidieron convertir a PBIA en un mini-hub para pasajeros procedentes del noreste durante este periodo, incrementando aún más los tráficos de pasajeros. En 2006, el County se embarcó en un programa interno de ampliación consistente en 7 nuevos aparcamientos y 3 nuevas puertas dentro del Módulo C. Las ampliaciones a largo plazo incluyen una expansión de puertas en el módulo B y la posible creación de 14 nuevas puertas en el módulo D para ser ampliada al este desde su terminal presente.[cita requerida]

## Instalaciones
El Aeropuerto Internacional de Palm Beach cubre 858 ha (2120 acres) y tiene tres pistas::
- 10L-28R: 3,048 x 46 m (10,001 x 150 pies) Asfalto
- 10R-28L: 980 x 23 m (3,214 x 75 pies) Asfalto
- 14–32: 2,113 x 46 m (6,931 x 150 pies) Asfalto

Las designaciones de las pistas del aeropuerto fueron cambiadas por la FAA a su configuración actual el 17 de diciembre de 2009. Anteriormente, habían sido 9L-27R, 9R-27L y 13–31.
A partir de 2018, la Sala A alberga a Bahamasair y Silver Airways. La Sala B alberga a Air Canada, American Airlines, Southwest Airlines, Sun Country Airlines y United Airlines. La Sala C cuenta con Delta Air Lines, Frontier Airlines, JetBlue Airways y Spirit Airlines.

### Torre de control
Una nueva torre de control de tráfico del aeropuerto de 73 m (240 pies) está activa en el lado norte del aeropuerto (al oeste de la Sala A, en Belvedere Rd.) Junto con un edificio base de ATBM de un solo piso y 840 m2 (9,000 pies cuadrados). La torre actual se encuentra en el lado sur del aeropuerto.

### Helicópteros
- Las operaciones de helicópteros usan normalmente la 10R/28L o sus calles de rodaje paralelas, o efectúa una aproximación directa al puesto de cualquier cliente o la plataforma Galaxy Aviation.
- La comisaría de Palm Beach County (PBSO) mantiene su división aérea desde un hangar situado en la esquina suroeste del aeropuerto.
- El departamento de salud de Palm Beach County opera el Traumahawk con los Bomberos de Palm Beach County desde un hangar en la esquina suroeste del aeropuerto, junto al PBSO.

### Otros Hangares
- El operador de base fija (FBO) de la aviación general y los hangares se encuentran a lo largo del borde sur del aeropuerto, con acceso de entrada disponible por el FBO de Jet Aviation. Otros FBO en PBI incluyen Atlantic Aviation y Signature Flight Support.

### Protección contra incendios y servicios médicos de emergencia
El Batallón de Aviación de Rescate de Bomberos del Condado de Palm Beach está ubicado entre las pistas de PBI. La estación de bomberos, que se encuentra cerca del centro del recinto del aeropuerto, alberga 13 equipos especializados de extinción de incendios.
Estos aparatos incluyen:
- Una escalera de aire que permite ayudar a desembarcar en caso de emergencia[6]
- Cinco licitaciones de accidentes de aviación que se denominan Dragón (Dragón 1, Dragón 2, etc.)[7]
- Una unidad de espuma que lleva concentrado Purple-K para ayudar a extinguir un incendio[8]
- Un vehículo de rescate pesado que lleva herramientas adicionales para accidentes aéreos y otros incidentes con víctimas en masa[9]

### Trauma Hawk

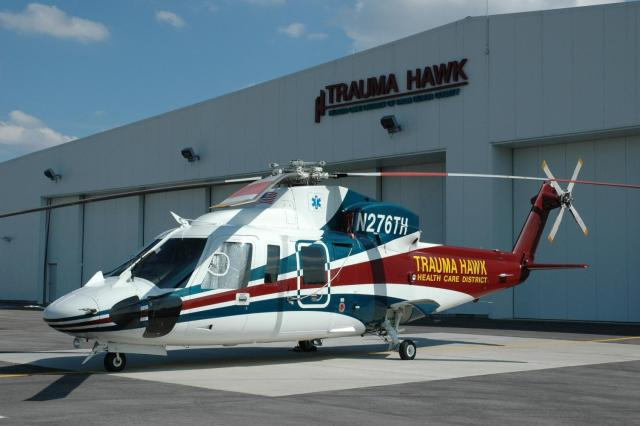
Trauma Hawk 1 en su hangar en el Aeropuerto Internacional de Palm Beach.

La estación Trauma Hawk, que se encuentra en la esquina suroeste del aeropuerto, el Cuerpo de Bomberos del Condado de Palm Beach tiene dos helicópteros Sikorsky S-76C. El departamento se asocia con el Distrito de Atención Médica del Condado de Palm Beach para operar el Programa Trauma Hawk Aero-Medical. El programa Trauma Hawk, que se estableció en noviembre de 1990, reemplazó el uso de helicópteros de la Oficina del Sheriff del Condado de Palm Beach para evacuar pacientes críticamente heridos a los hospitales de la zona. Las ambulancias aéreas están equipadas de manera idéntica y pueden transportar a dos pacientes cada una y hasta cuatro asistentes médicos si es necesario. Cada helicóptero cuenta con un piloto, una enfermera registrada (RN) y un paramédico. Las enfermeras y los paramédicos son empleados del Departamento de Bomberos del Condado de Palm Beach, mientras que los pilotos son empleados del Distrito de Salud.

## Aerolíneas y destinos

### Pasajeros
| Aerolíneas           | Destinos |
| -------------------- | --- |
| Air Canada           | Estacional: Montreal–Trudeau, Toronto–Pearson |
| Allegiant Air        | Asheville, Cincinnati, Grand Rapids, Pittsburgh Estacional: Memphis, Mineápolis/St. Paul                                                                         |
| American Airlines    | Charlotte, Chicago–O'Hare, Dallas/Fort Worth, Filadelfia, Washington–National Estacional: Nueva York–LaGuardia                                                   |
| American Eagle       | Estacional: Nueva York–LaGuardia |
| Avelo Airlines       | Charlotte/Concord (inicia el 23 de octubre de 2025), New Haven, Wilmington (NC) (inicia el 20 de noviembre de 2025) Estacional: Wilmington (DE)                  |
| Bahamasair           | Marsh Harbour |
| Breeze Airways       | New Haven, Norfolk, Raleigh/Durham Estacional: Akron/Canton (reinicia el 5 de septiembre de 2025), Charleston (SC), Richmond (inicia el 5 de septiembre de 2025) |
| Delta Air Lines      | Atlanta, Boston, Detroit, Nueva York–JFK, Nueva York–LaGuardia Estacional: Mineápolis/St. Paul                                                                   |
| Frontier Airlines    | Atlanta, Chicago–O'Hare, Cincinnati, Cleveland, Filadelfia, Long Island/Islip Estacional: Trenton                                                                |
| JetBlue Airways      | Boston, Hartford, Long Island/Islip, Newark, Nueva York–JFK, Nueva York–LaGuardia, Providence, Washington–National, White Plains Estacional: Los Ángeles         |
| JSX                  | White Plains |
| Porter Airlines      | Estacional: Toronto–Pearson |
| Southwest Airlines   | Baltimore, Long Island/Islip, Nashville, Orlando Estacional: Búfalo, Providence, San Luis                                                                        |
| Spirit Airlines      | Atlantic City |
| Sun Country Airlines | Estacional: Mineápolis/St. Paul |
| United Airlines      | Newark Estacional: Chicago–O'Hare, Denver, Houston–Intercontinental                                                                                              |
| United Express       | Estacional: Houston–Intercontinental, Washington–Dulles |

### Carga
| Aerolíneas    | Destinos                                            |
| ------------- | --------------------------------------------------- |
| FedEx Express | Memphis                                             |
| UPS Airlines  | Columbia (SC), Louisville, Miami, Orlando, San Juan |

### Destinos internacionales
Se ofrece servicio a 3 destinos internacionales (2 estacionales), a cargo de 3 aerolíneas.
| Ciudades por país                                          | Nombre del aeropuerto                           | Aerolíneas                                             |              |              |
| Norteamérica                                               | Norteamérica                                    | Norteamérica                                           | Norteamérica | Norteamérica |
| ---------------------------------------------------------- | ----------------------------------------------- | ------------------------------------------------------ | ------------ | ------------ |
| Canadá (2 destinos [estacionales], 2 aerolíneas)           |                                                 |                                                        |              |              |
| Montreal                                                   | Aeropuerto Internacional Pierre Elliott Trudeau | Air Canada (Estacional)                                |              |              |
| Toronto                                                    | Aeropuerto Internacional Toronto Pearson        | Air Canada (Estacional) / Porter Airlines (Estacional) |              |              |
| El Caribe                                                  |                                                 |                                                        |              |              |
| Bahamas (1 destino, 1 aerolínea)                           |                                                 |                                                        |              |              |
| Marsh Harbour                                              | Aeropuerto de Marsh Harbour                     | Bahamasair                                             |              |              |
| Total: 3 destinos (2 estacionales), 2 países, 3 aerolíneas |                                                 |                                                        |              |              |

## Estadísticas

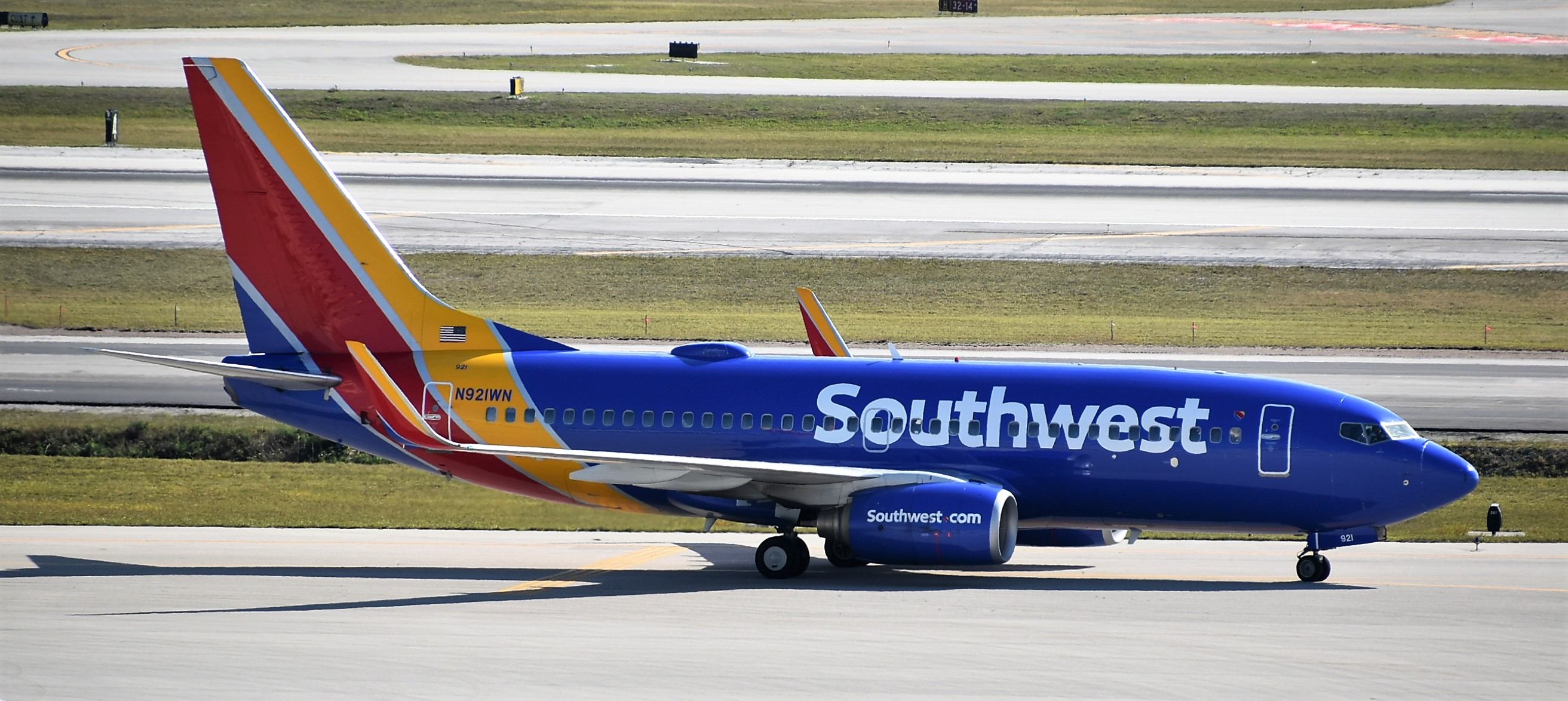
Boeing 737 en PBI de Southwest Airlines.

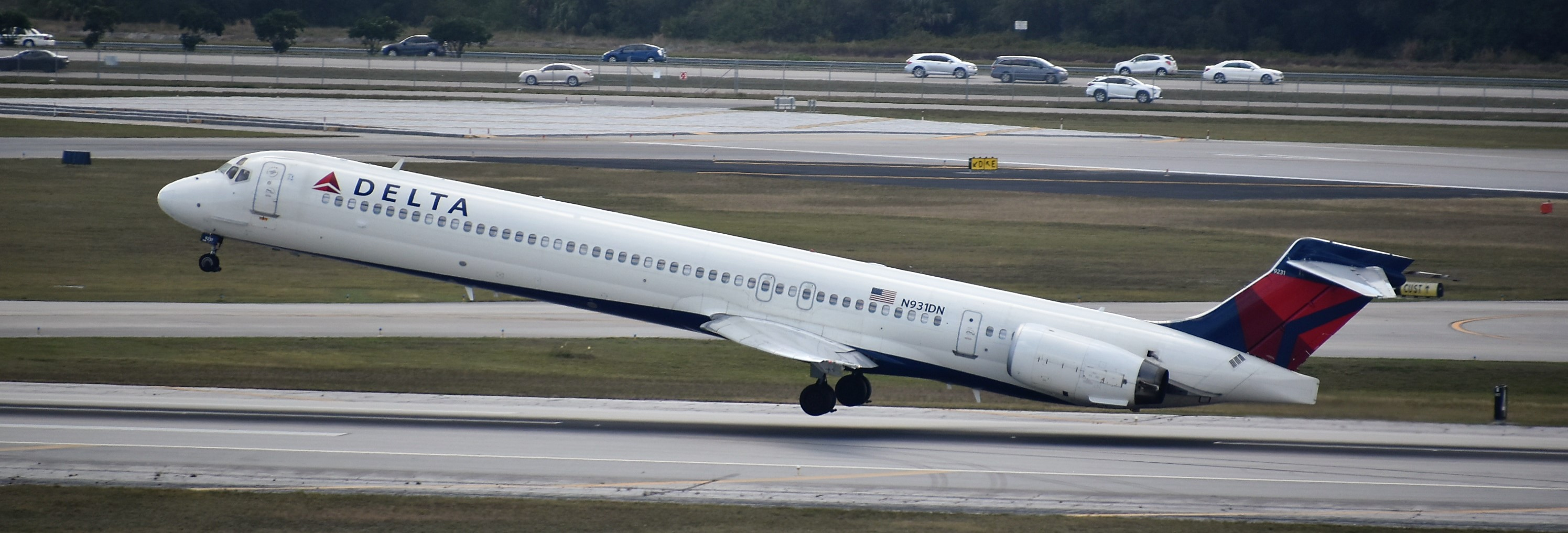
McDonnell Douglas MD-90 en PBI de Delta Air Lines.

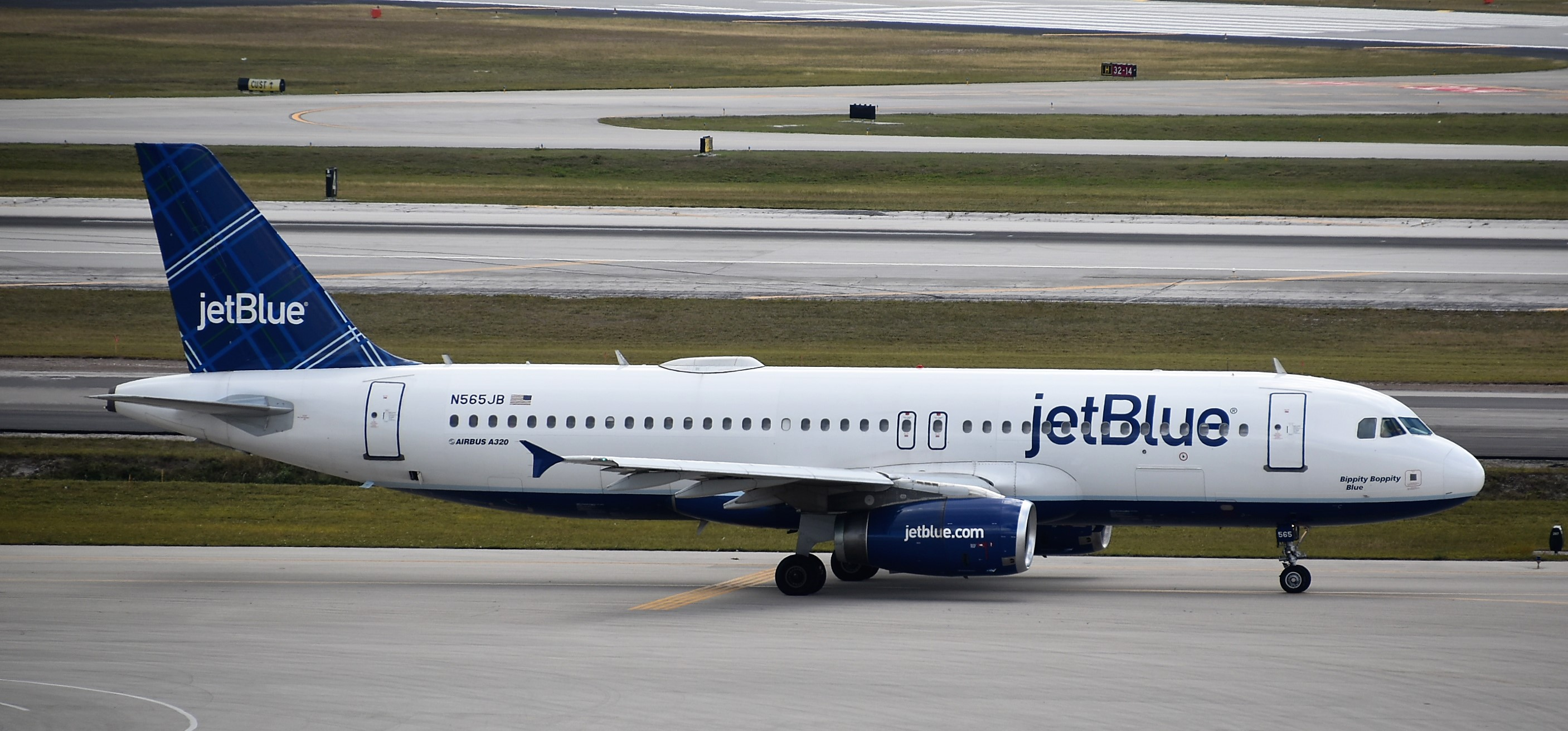
Airbus A320 en PBI de JetBlue Airways.

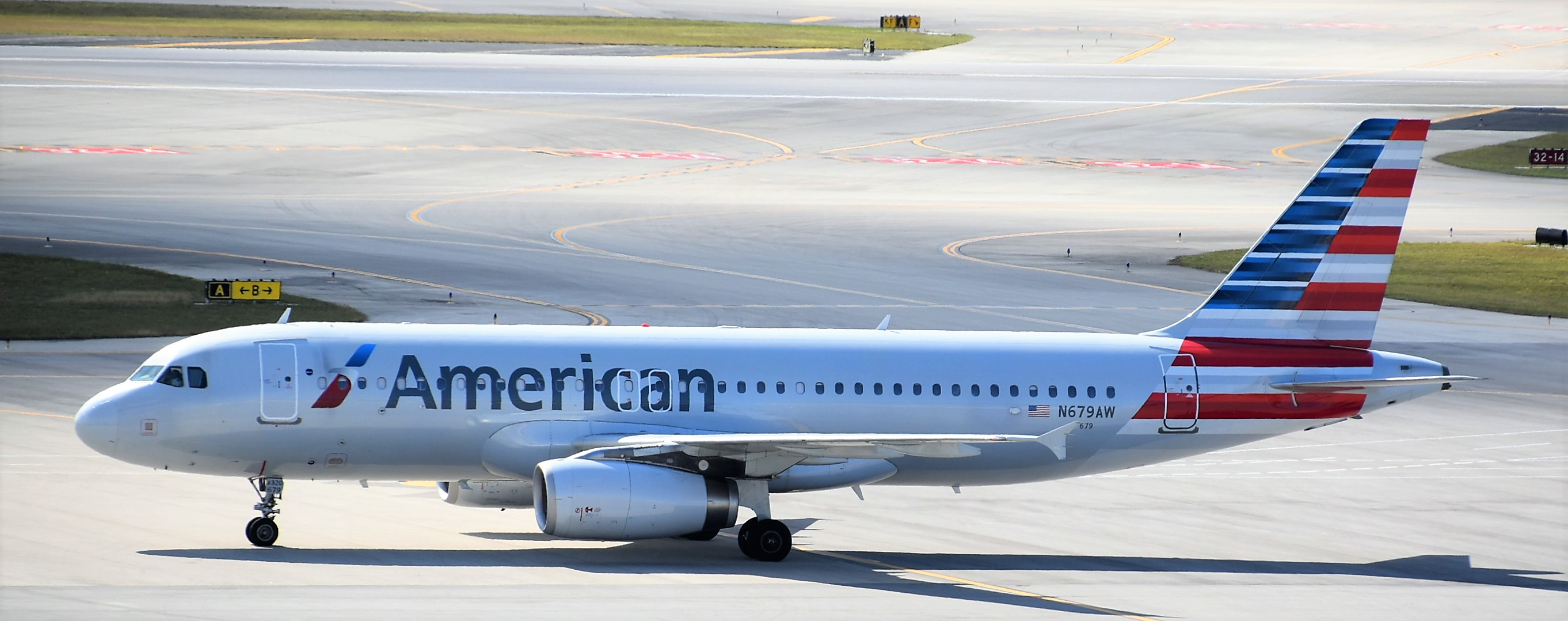
Airbus A320 en PBI de American Airlines.

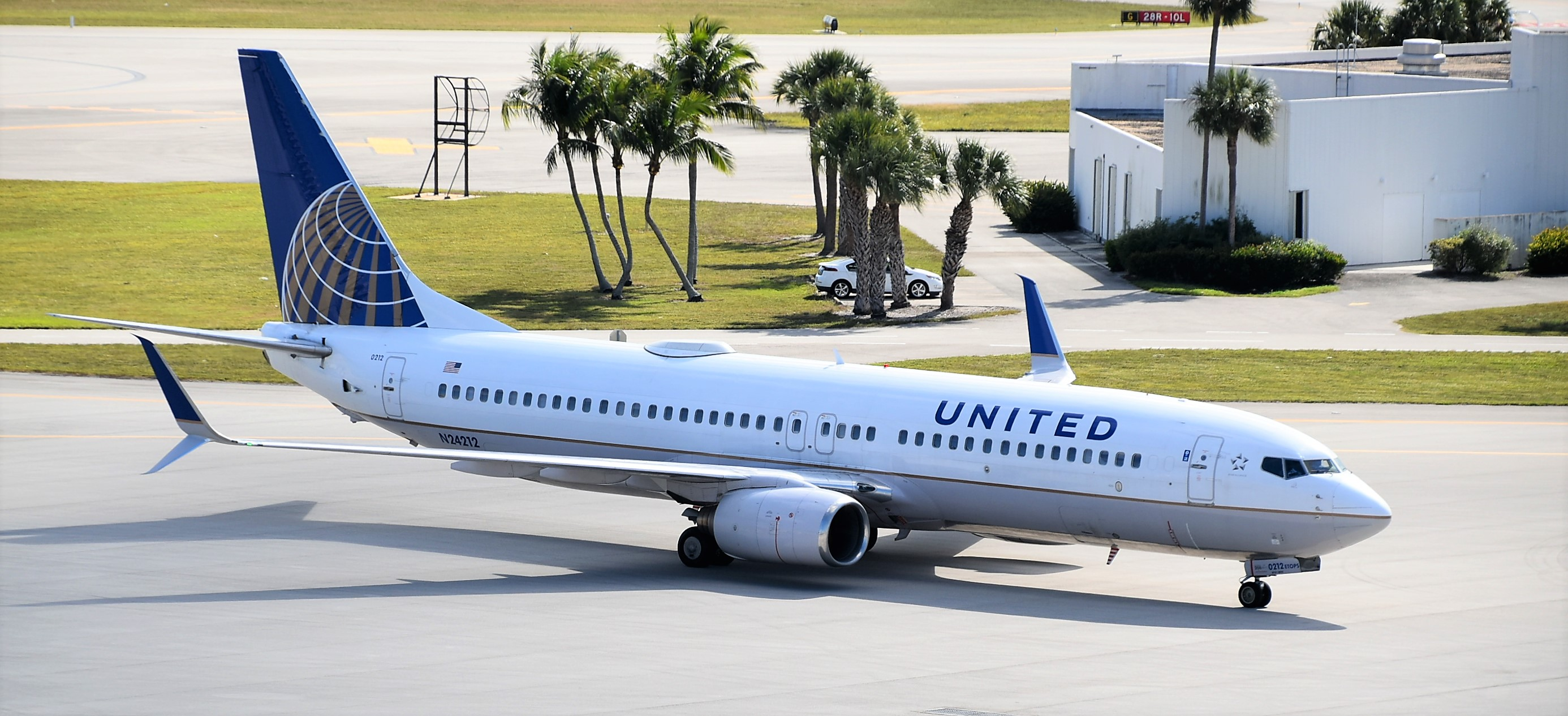
Boeing 737 en PBI de United Airlines.

### Rutas más transitadas
| Número | Ciudad                        | Pasajeros | Aerolínea                                                                           |
| ------ | ----------------------------- | --------- | ----------------------------------------------------------------------------------- |
| 1      | Atlanta, Georgia              | 635,000   | Delta Air Lines, Southwest Airlines                                                 |
| 2      | Newark, Nueva Jersey          | 477,000   | Frontier Airlines, JetBlue Airways, United Airlines                                 |
| 3      | Nueva York, Nueva York (LGA)  | 405,000   | American Eagle, Delta Air Lines, JetBlue Airways                                    |
| 4      | Charlotte, Carolina del Norte | 295,000   | American Airlines                                                                   |
| 5      | Nueva York, Nueva York (JFK)  | 281,000   | Delta Air Lines, JetBlue Airways                                                    |
| 6      | Boston, Massachusetts         | 263,000   | Delta Air Lines, JetBlue Airways, Spirit Airlines                                   |
| 7      | White Plains, Nueva York      | 230,000   | JetBlue Airways                                                                     |
| 8      | Filadelfia, Pensilvania       | 229,000   | American Airlines, Frontier Airlines, JetBlue Airways                               |
| 9      | Washington D. C.              | 188,000   | American Airlines, American Eagle, JetBlue Airways, United Airlines, United Express |
| 10     | Baltimore, Maryland           | 164,000   | Southwest Airlines                                                                  |

### Tráfico anual
| Año  | Pasajeros | Año  | Pasajeros | Año  | Pasajeros | Año  | Pasajeros |
| ---- | --------- | ---- | --------- | ---- | --------- | ---- | --------- |
| 1989 | 5,115,700 | 1999 | 5,742,634 | 2009 | 5,994,606 | 2019 | 6,895,385 |
| 1990 | 5,691,410 | 2000 | 5,842,594 | 2010 | 5,887,723 | 2020 | 3,085,200 |
| 1991 | 5,077,573 | 2001 | 5,939,404 | 2011 | 5,769,583 | 2021 | 5,260,748 |
| 1992 | 5,023,693 | 2002 | 5,483,662 | 2012 | 5,609,168 | 2022 | 6,640,043 |
| 1993 | 5,074,132 | 2003 | 6,014,186 | 2013 | 5,691,747 | 2023 | 7,766,225 |
| 1994 | 5,588,434 | 2004 | 6,537,263 | 2014 | 5,886,384 | 2024 | 8,403,519 |
| 1995 | 5,418,831 | 2005 | 7,014,237 | 2015 | 6,265,530 | 2025 |           |
| 1996 | 5,680,913 | 2006 | 6,824,789 | 2016 | 6,264,397 | 2026 |           |
| 1997 | 5,813,361 | 2007 | 6,936,449 | 2017 | 6,322,452 | 2027 |           |
| 1998 | 5,899,482 | 2008 | 6,476,303 | 2018 | 6,513,943 | 2028 |           |

## Transporte terrestre

### Carretera
La Palm Tran a través de los buses #40 y #44 atiende al aeropuerto. Ambos ofertan conexiones con West Palm Beach a la estación Tri-Rail/Amtrak/Greyhound.

## Trivial
El aeropuerto internacional de Palm Beach fue utilizado en la película "Loca Academia de Policía 5: Misión en Miami. Se especuló que los productores utilizarían PBIA para propósitos logísticos; al estar el aeropuerto a sólo 70 millas (110 km) de Miami, principal tema de la película. Este hecho se puede comprobar en una alfombrilla que tiene en letras grandes las siglas 'PBIA'.

## Controversias
En el momento de la construcción de la nueva torre ATC en PBIA, la FAA intentó transferir a todos los controladores aéreos cuyos sectores de control estuviesen
entre 5 y 40 millas (60 km) del aeropuerto, a una instalación a las afueras del aeropuerto internacional de Miami. Los controladores de tierra y aproximación cuyos sectores estuviesen dentro de las 5 millas (8 km) de la pista se mantendrían en PBIA. La FAA dijo tomar esta decisión en un intento de recortar los gastos, pero los críticos alegaban que el traslado era un riesgo para el tráfico aéreo del sur de Florida si la instalación de Miami resultaba dañada durante un huracán, o un ataque terrorista. La Asociación de Controladores Aéreas de Estados Unidos se opuso al traslado. La instalación externa del aeropuerto internacional de Miami actualmente alberga a los controladores aéreos de los aeropuertos internacionales de Miami y Fort Lauderdale.

## Incidentes y accidentes
- El 12 de septiembre de 1980, un Douglas DC-3 de Florida Commuter Airlines se estrelló en el Océano Atlántico en ruta al Aeropuerto Internacional de Freeport desde el aeropuerto internacional de Palm Beach.  No hubo supervivientes.
- El 30 de enero de 2008, el vuelo 1738 de American Airlines, un Boeing 757 en vuelo del Aeropuerto Internacional Luis Muñoz Marín en San Juan, Puerto Rico al Aeropuerto Internacional de Philadelphia, tuvo que efectuar un aterrizaje de emergencia en West Palm Beach después de que el capitán reportase humo en la cabina. De los 137 pasajeros y siete tripulantes, un pasajero y cinco tripulantes fueron ingresados en el hospital, incluyendo al piloto y al copiloto.[16]
- El 22 de febrero de 2008, el vuelo 862 de American Airlines, un McDonnell Douglas MD-80 en vuelo del Aeropuerto Internacional de Palm Beach al Aeropuerto Internacional O'Hare en Chicago, fue desviado al Aeropuerto Internacional de Miami para un aterrizaje de emergencia debido a problemas con el tren de morro. De los 130 pasajeros a bordo no hubo ningún herido.[17]

## Aeropuertos cercanos
Los aeropuertos más cercanos son:
- Aeropuerto Internacional de Fort Lauderdale-Hollywood (67km)
- Aeropuerto Internacional de Miami (100km)
- Aeropuerto de Bimini International (136km)
- Aeropuerto Internacional de Grand Bahama (139km)
- Aeropuerto Internacional de Orlando-Melbourne (166km)